# ولایت ستسو

نقشه ژاپن در سال (سال ۱۸۶۸). این ولایت با رنگ تیره مشخص شده‌است.

ولایت ستّسو (به ژاپنی: 摂津国 Settsu no kuni) یکی از ولایت‌ها در تقسیم‌بندی کشوری قدیم ژاپن بود. این منطقه امروزه بخش شمال استان اوساکا و جنوب شرقی استان هیوگو را تشکیل می‌دهد.
اوساکا و قلعه اوساکا مرکز اصلی این ولایت بودند. بیشتر نواحی ستّسو امروزه شامل شهرهای مدرن اوساکا و کوبه است.